# 雷ストレンジャーズ
雷ストレンジャーズ（かみなりストレンジャーズ）は、日本の演劇ユニット。主宰は小山ゆうな。雷ストレンジャーズ（Kaminari Strangers）は、上質な古典翻訳劇を中心に演劇作品を上演するグループ。2011年につくられ、東京に拠点を置く。俳優、演出、スタッフ全員が平等にアイディアを出す事が出来、そのコラボレーションから生まれるシンプルな作品づくりを目指す。製作準備期間が長く5年以上の準備期間を持つ作品もある。演出はドイツ出身の小山ゆうなが担当し、ヨーロッパで日常的に観る事が出来る質の高い演劇作りとその環境作りを目指す。

## 概要
2011年震災後、今こそ古典に向かいあうべきなのではないか、古典から学ぶ事があるのではないかという意見で一致したメンバーにより、雷ストレンジャーズは立ち上げられた。劇団形式をとらず、拘束力のないゆるやかなグループである。ほとんどの作品の照明は成瀬一裕、舞台監督　高橋良直、演出　小山ゆうな、宣伝写真　岩切卓士、宣伝美術　相澤竹夫、そして松村良太が出演している。製作は、有限会社パレナージュによる。

## 作品
- 2012年4月：演劇ジェット紀行　ドイツ編　フリードリヒ・フォン・シラー作　「たくらみと恋」にて始動。三輪玲子による新訳　小山ゆうな演出

ドラマトゥルク：三輪玲子　阿部剛史　照明：成瀬一裕　舞台監督；高橋良直　美術：西川成美　出演：是近敦之　小篠一成　栃原梨乃　山下順子　松村良太　他
- 2012年11月　子どもと大人のための朗読劇「青い鳥」（作：メーテルリンク）雷ストレンジャーズ＋こどもパワープロジェクト

演出：小山ゆうな　出演：山下順子　松村良太　鳥越さやか　秋山夏生　他
- 2012年4月　演劇ジェット紀行　ドイツ滞在編　「群盗」（作：フリードリヒ・フォン・シラー）演出：小山ゆうな　翻訳：三輪玲子　ドラマトゥルク：三輪玲子　阿部剛史　照明：成瀬一裕　舞台監督；高橋良直　美術：西川成美　出演：谷口翔太　小篠一成　藤原希　山下順子　松村良太　他
- 2014年3月　テレンス・ラティガン上演シリーズvol.1 「ブラウニング　バージョン」（作：テレンス・ラティガン）

演出:小山ゆうな　美術：大島広子　照明：成瀬一裕　音響：牧野宏美　舞台監督：高橋良直　出演：モロ師岡、紫城るい、萬谷法英、杉浦一輝、松村良太、田辺千絵美　於：シアターサンモール
- 2015年7月　演劇ジェット紀行　ノルウェー編　「フォルケフィエンデー人民の敵」（作：ヘンリック・イプセン）- 演出　出演：寺十吾、石田圭祐、田中茂弘、鳥越さやか、霜山多加志、松村良太、山下順子、小野寺ずる　於：サンモールスタジオ